# Friedrich Clemens Gerke
Friedrich Clemens Gerke (né le 22 janvier 1801 à Osnabrück et mort le 21 mai 1888 à Hambourg), est un auteur, journaliste, musicien allemand, pionnier du domaine de la télégraphie où il a notamment perfectionné l'alphabet morse.

## Biographie
Gerke est né de condition modeste. À l'âge de 16 ans, il commence à travailler à Hambourg comme domestique et commis du savant Arnold Schuback. 
En 1818, il devient employé du sénateur Brunnemann et reçoit pour la première fois un salaire. Après avoir épousé en 1820, la jeune et pauvre immigrée française, Sophie Marianne Duclais, ils ouvrent un commerce de chapelier. Sous peu, ils doivent déclarer faillite. Le couple décide alors d'émigrer à l'étranger; il s'engage dans l'armée anglaise et voyage au Canada. Gerke sert de 1821 à 1823 au 60e Bataillon de tirailleurs comme musicien. Mais ne trouvant aucune satisfaction auprès de l'armée, le couple retourne en 1823 à Hambourg où il utilise ses nouvelles connaissances de la langue anglaise pour traduire des livres traitant de la technique télégraphique. 
Pendant les années suivantes, il travaille comme musicien dans différents bars à Hambourg - Altona, quartier qui appartient à l'époque au Danemark. En même temps, il commence ses activités de journaliste et d'écrivain qui lui permettront, quelques années plus tard, de mettre fin à sa "carrière" de musicien.

## Télégraphe optique et électrique
À partir de 1838, il travaille pour J. L. Schmidt, qui exploite la ligne télégraphique privée Hambourg - Cuxhaven. Son premier travail est de régler les problèmes techniques sur la ligne. Cette ligne télégraphique optique sert à annoncer le trafic maritime sur le fleuve Elbe. En 1842, lors du grand incendie à Hambourg, il est en mesure de demander du secours aux localités voisines à l'aide de ce télégraphe.
À l'initiative du sénateur Möhring, les américains William et Charles Robinson présentent le télégraphe morse électrique à Hambourg. Gerke se rend compte des avantages de cette nouvelle technique et démissionne pour intégrer la Elektro-Magnetische Telegraph Company. Il y est nommé, en 1847, inspecteur. C'est la première fois en Europe que l'alphabet morse est utilisé sur une ligne télégraphique terrestre, sur la nouvelle ligne Hambourg - Cuxhaven, le 15 juillet 1848.

## Révision de l'alphabet morse
Par la suite, Gerke améliore le code morse (appelé plus tard américain) en changeant environ la moitié des signaux. Il établit ainsi un code simplifié qui donnera naissance à l'alphabet morse international (lors de la conférence UIT de 1865). C'est le code morse encore utilisé de nos jours. En effet, le code américain utilise des signaux 'longs' de longueurs différentes, tandis que dans le système Gerke, il n'existe que des signaux courts et longs. La longueur d'un signal long est le triple de celle d'un signal court. La structure du code est rationalisée et simplifiée. 
En 1850, sa femme Marianne meurt; le couple n'a pas eu d'enfants. Peu après, Gerke se remarie à une femme plus jeune que lui, avec laquelle il a cinq enfants.
À partir de 1868, Gerke travaille pour le Service télégraphique, récemment fondé à Hambourg, dont il est nommé directeur en 1869.
Gerke mourut le 21 mai 1888 et fut enterré au cimetière Ohlsdorf à Hambourg. Vers 1930, sa parenté a abandonné la tombe. 
Il a laissé quelques écrits littéraires de sa période journaliste/écrivain.

## Hommages
La grande tour de communication (230 mètres) à Cuxhaven a été nommée en son honneur Friedrich Clemens Gerke Tour.